# Mike IX Williams
Mike IX Williams, uitgesproken als "Mike 'Nine' Williams", (High Point, 14 april 1968) is een Amerikaanse zanger en songwriter, vooral bekend als de zanger van de in New Orleans gevestigde sludge metal band EyeHateGod. Hij is voormalig associate editor van heavy metal magazine "Metal Maniacs".

## Jeugd
Williams ouders stierven toen hij nog een kind was. Op 15-jarige leeftijd verliet hij het huis. Gedurende het grootste deel van zijn leven heeft hij in New Orleans gewoond.

## EyeHateGod

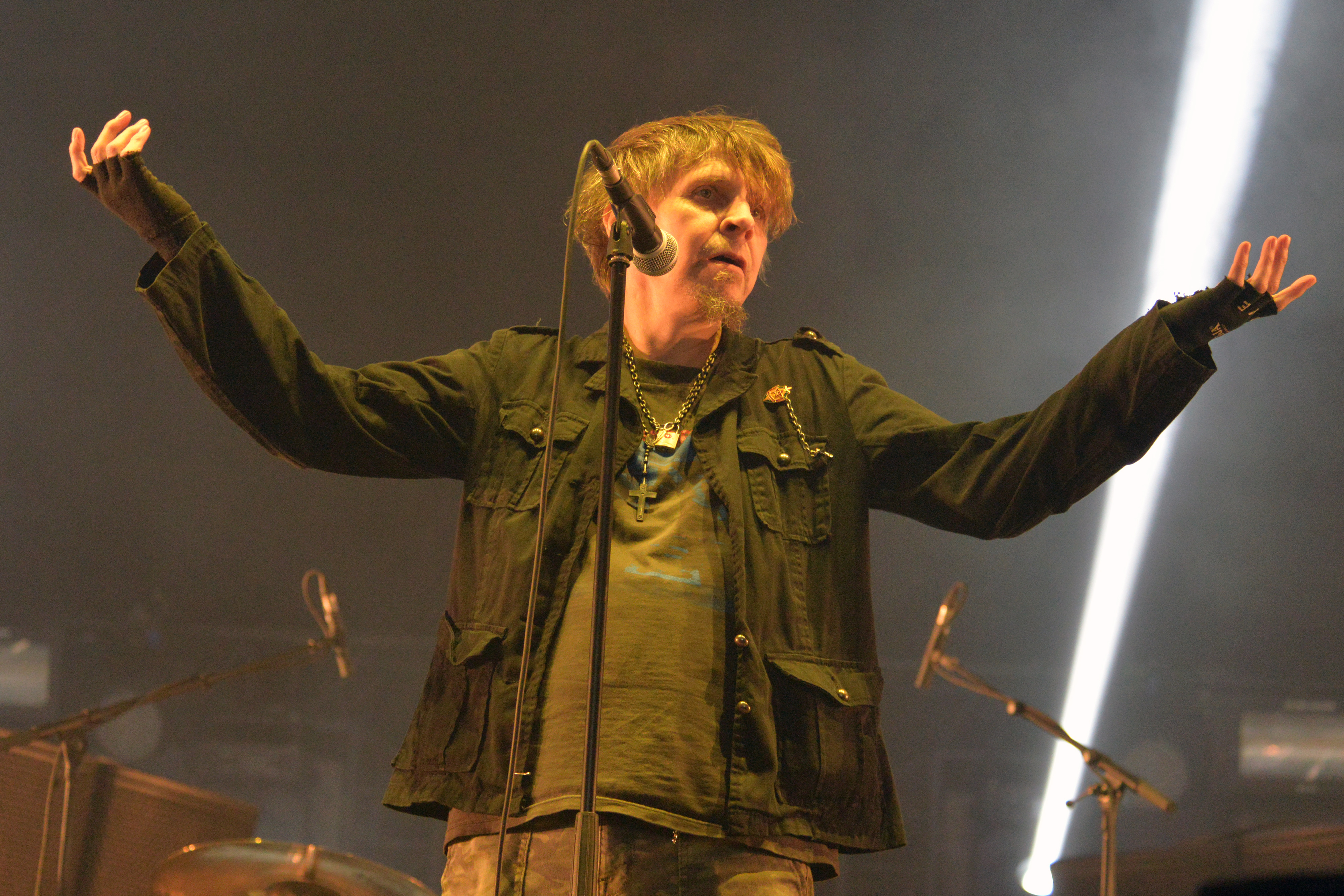
Williams met Eyehategod op Hellfest in Frankrijk 2018

Williams werd door Jimmy Bower in 1988 gevraagd voor de band Eyehategod, waarvoor hij leadzanger en belangrijkste tekstdichter werd.

## Andere projecten
Tijdens zijn beginjaren bij Eyehategod speelde Williams in twee andere bands: "Drip", een sludge metalband "Crawlspace".
In 2006 begon hij samen met Phil Anselmo een hardcore punkband onder de naam "Arson Anthem". Samen met alle Eyehategod-leden behalve Jimmy Bower, vormde Williams de sludge metalband "Outlaw Order". In 2010 speelde hij als "Fuckmouth", een grindcore-project op het Roadburn festival in Tilburg.

## Overig
Williams was een groot gedeelte van zijn leven verslaafd aan opiaten. Na de Katrina (orkaan) stopte hij hiermee, maar als gevolg van jarenlang alcoholmisbruik ontstonden leverproblemen. In 2016 zette de vrouw van Williams een crowdfonds op, zodat zijn fans konden helpen de transplantatiekosten voor een levertransplantatie te betalen. Eind 2016 werd het financieringsdoel bereikt en Williams onderging met succes de operatie in december.